# 桐山昇
桐山 昇（きりやま のぼる、1943年 - ）は、日本の経済史学者。専門は、国際関係論・東南アジア経済史。

## 略歴
東京都出身。長野県諏訪清陵高等学校を経て、東京教育大学（現・筑波大学）卒業。法政大学大学院修了。中央大学商学部教授。定年退官後、同大学名誉教授。

## 著書

### 単著
- 『東南アジア経済史-不均一発展国家群の経済結合』 有斐閣 2008年

### 共著
- 『地域からの世界史（4）東南アジア』 桜井由躬雄、石澤良昭 共著 朝日新聞社 1993年
- 『東アジア近現代史』上原一慶、高橋孝助、林哲 共著 有斐閣 2015年
- 『東南アジアの歴史-人・物・文化の交流史』 栗原浩英、根本敬 共著 有斐閣 2019年

### 共編
- 『アジア1945年 「大東亜共栄圏」潰滅のとき』 中村平治 共編 青木書店 1985年